# ガズニー州
ガズニー州（ガズニーしゅう、ペルシア語: غزنى）は、アフガニスタン南東部の州である。面積は2万2461平方キロメートル（34州中8位）、総人口は約117万人（34州中5位）、人口密度は52人/平方キロ（34州中11位）である。ガズニ県やガズニ州 と表記されることもある。州都はガズニー市。

## 地理

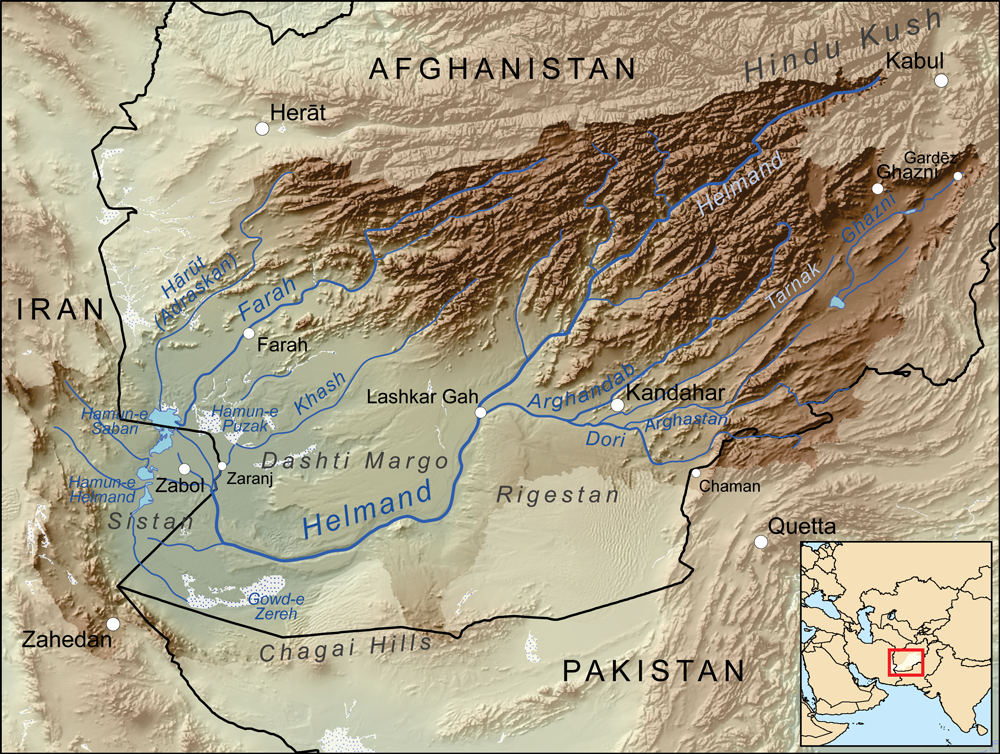
アフガニスタン南部の河川

ガズニー州はヒンドゥークシュ山脈とスライマン山脈に挟まれた地域にある。州の北西部から中央部にはヒンドゥークシュ山脈があり、その中心にはダシュテ・ナーウアー湖 やDacht-i-Navar火山群がある。一方、州の北東部から南部には細長い平野が広がっている。平野の幅は広いところで約40キロメートルほどあり、州内だけで100キロメートル以上の回廊を形成し、最終的にはカンダハール州に達する。州都ガズニーはちょうど平野が始まる辺りにあり標高（2178メートル）が非常に高く、カーブル（標高1798メートル）やカラート（1544メートル）、カンダハール（1003メートル）を見下ろしている。ヒンドゥークシュ山脈から乾燥した平野に向かって幾筋もの川が流れてきて所々にオアシスを作り、その中のひとつのタルナク川はカンダハールまで流れて行く。スライマン山脈からも河川が流れてきて、ガズニーの東南の「サル・デ・バンド」ダム や州の南部のアーベ・イスターダ・エ・ムクル塩湖 と繋がっている。州の東端はスライマン山脈から続く丘陵が南西に延びており、平野を東西に仕切っている。丘陵の東にはパクティヤー州やパクティーカー州があり、そちらも細長い平野になっている。
- ヒンドゥークシュ山脈
- アンダルー郡
- カラ・バーグ郡
- ジャーグーリー郡
- 遊牧民のテント

## 歴史

### 中世
10世紀、ガズニー州はペルシアを支配したガズナ朝の中心地として栄えた。

### 近代
1839年、第一次アフガン戦争でガズニーの戦いが起きた。

### 冷戦時代
1950年頃はガズニー州はカーブル州の一部だったが、1957年までに分割されて独立した州になった。

### アメリカ同時多発テロ事件以降
2001年9月、アメリカ同時多発テロ事件が起き、10月にはアメリカ合衆国がアフガニスタンに侵攻し、有志連合や北部同盟と共に戦闘を開始した。2004年10月、第一回の大統領選挙が実施され、ガズニー州ではハーミド・カルザイ（約52％）が最多得票を得た。2005年9月、第一回の下院選挙（Wolesi Jirga）と州議会選挙が行われた。2006年3月、アンダルー郡を巡って州警察とターリバーンが衝突し、地元在住の元州知事タジ・モハマドが射殺された。10月、国際治安支援部隊（ISAF）がアフガニスタン東部で活動を開始した。ガズニー州の担当はポーランド軍 などで構成されるガズニー地方復興チーム（英語: PRT GHAZNI）だった。2007年、戦争は激しさを増し、自爆テロや無差別爆撃によってISAFや民間人に多数の犠牲者が出た。ガズニー州でもターリバーンの力が州都のすぐそば の幹線道路にまで及んでいる実態が明らかになった。またこの頃から州内の3分の2の郡で職員が職場を放棄し、郡裁判所などが事実上閉鎖されていたことが後年明らかになった。2008年6月、アーフィア・シディキ事件が起きた。同月、ターリバーンの手に落ちたアジルスターン郡をISAFが空爆したが、8月には米軍がナーワ郡から撤退した。

### 第二回大統領選挙後
2009年8月、ナーワ郡とアジルスターン郡はターリバーンの支配下にあったが、第二回の大統領選挙が実施され、ガズニー州ではカラ・バーグ郡出身の慈善家ラマザン・バシャルドストが最多得票（約61％）を得た。2010年9月、第二回の下院選挙と州議会選挙が行われたが、戦争は更に激しくなりISAFや民間人の死傷者が急増し、ガズニー州でも副知事が自爆テロにより死亡した。2011年11月、ISAFは州都ガズニーの治安維持権限をアフガニスタンに移譲し、2012年1月にはアフガニスタン陸軍と多国籍軍が4年ぶりにナーワ郡を奪還した。2013年6月、ISAFがアフガニスタンに州内の治安維持権限を移譲したので、アフガニスタン陸軍第203軍団第三旅団はアンダルー郡やアジルスターン郡でターリバーンと交戦した。しかし8月には幹線道路で再び誘拐事件が起き、カンダハール州の女性下院議員のファリバ・アハマディ・カカルがターリバンに誘拐された（人質交換により解放）。

### 第三回大統領選挙後
2014年4月、第三回の大統領選挙が実施され、ガズニー州ではアブドラ・アブドラ元外相が最多得票（約54％）を得た。9月、ターリバーンは政府の合同庁舎を襲撃し（10人死亡・160人以上負傷）、アジルスターン郡を占領し、政府への協力容疑で多数の村民を斬首した（村民70人死亡・斬首15人）。しかしISAFは2014年末で終了し、多国籍軍は確固たる支援任務に移行し、治安はアフガニスタン軍や警察が独力で維持することになった。一方、ターリバーンもムハンマド・オマルの死を認めて、アフタル・ムハンマド・マンスールが公式に後を継いだ。2015年4月、ターリバーンは春の大攻勢「アズム」を開始し、全国に攻撃をしかけた。ガズニー州でも9月の刑務所襲撃により多数のターリバーンが脱走し、10月には約2000名のターリバーンが州都を攻撃した。

### 第四回大統領選挙後
2021年2月のPajhwok Afghan Newsの電話調査によると、ターリバーンはGero郡とアジルスターン郡、ナーワ郡を完全に支配しており、 Zankhan郡、Rashidan郡、Waeez郡の中心都市も支配していると言う。
8月13日、州知事がターリバーンと勝手に交渉して首都カブールに退避した為に、ターリバーンが州都を占領した。アフガニスタン軍は基地に撤退して戦っており、カブールに戻った州知事は逮捕された。

## 行政区分
ガズニー州は1市18郡を擁する
- Ghazni - 州都ガズニー

ガズニー州の郡

- Wali M. Shahid - khugyani
- Khwaja Omari
- Waghaz
- Deh Yak
- Jaghatu
- Andar（アンダルー郡[4]）
- Zanakhan
- Rashidan
- Nawur
- Qara Bagh（カラ・バーグ郡[4]）
- Giro
- Ab Band
- Jaghuri（ジャーグーリー郡[4]、ジャグリ郡）
- Muqur（ムケル郡[4]）
- Malistan
- Gelan
- Ajristan（アジルスターン郡[4]
- Nawa（ナーワ郡[4]）

## 産業

### 農業
| 種類             | 生産量       | 順位 |
| ---------------- | ------------ | ---- |
| 小麦             | 15万9000トン | 13位 |
| とうもろこし     | 2万7280トン  | 2位  |
| グレープフルーツ | 8120トン     | 5位  |
| 大麦             | 7200トン     | 21位 |
| 米               | 2439トン     | 19位 |
| アーモンド       | 600トン      | 5位  |
| りんご           | 585トン      | 4位  |
| 桃               | 12トン       | 22位 |

ガズニー州は農業が盛んで、農業収入が家計収入の半分以上（57％）を占めている。特にトウモロコシ（34州中2位）やリンゴ（34州中4位）、グレープフルーツ（34州中5位）、アーモンド（34州中5位）の生産は全国的に見ても盛んである。

### 鉱業
ムケルのすぐ北の山中にはザルカシャーン鉱山（英語: Zarkashan Mine） がある。この鉱山には484平方キロメートルのスカルン鉱床があり、金や銅を産出する。採掘は昔から行われていたようだが、1960年代中盤にドイツが再発見し、ソビエト連邦が実地調査をした。近年ではアメリカのアメリカ地質調査所（USGS）が評価し、2012年に優先入札会社が決定した。

## 交通
ガズニー州には幹線道路のアジアハイウェイ1号線（カブール・カンダハール高速）が走っている。またガズニー空港があり、2013年末から民間旅客機の運行が始まった。

## 住民

### 民族
ガズニー州の主な民族・種族はパシュトゥーン人のギルザイ部族連合（アンダル族、スライマーン・ヘール族、タラキー族、ハローティー族）とタジク人である。その他にニアジ族、スレマンジ族（Sulemanzi）、アリー・ヘール族、ハザーラ人、ダプタニ族（Daptani）、デュラニ族、ミヤ・ヘール族、バヤット族、ジャラルザイ族、ホギャニ族、ムサ・ヘール族、ホータキ族、ワルダク族が続く。なお北部のマリスターン県など6県はハザーラジャートと呼ばれる伝統的なハザーラ人の居住地帯である。

### 言語
ガズニー州の主要言語はパシュトゥー語（51％）とダリー語（47％）であり、少数のウズベク語話者（1%）が居る。識字率は31％である。